# Licence de pilote de ligne

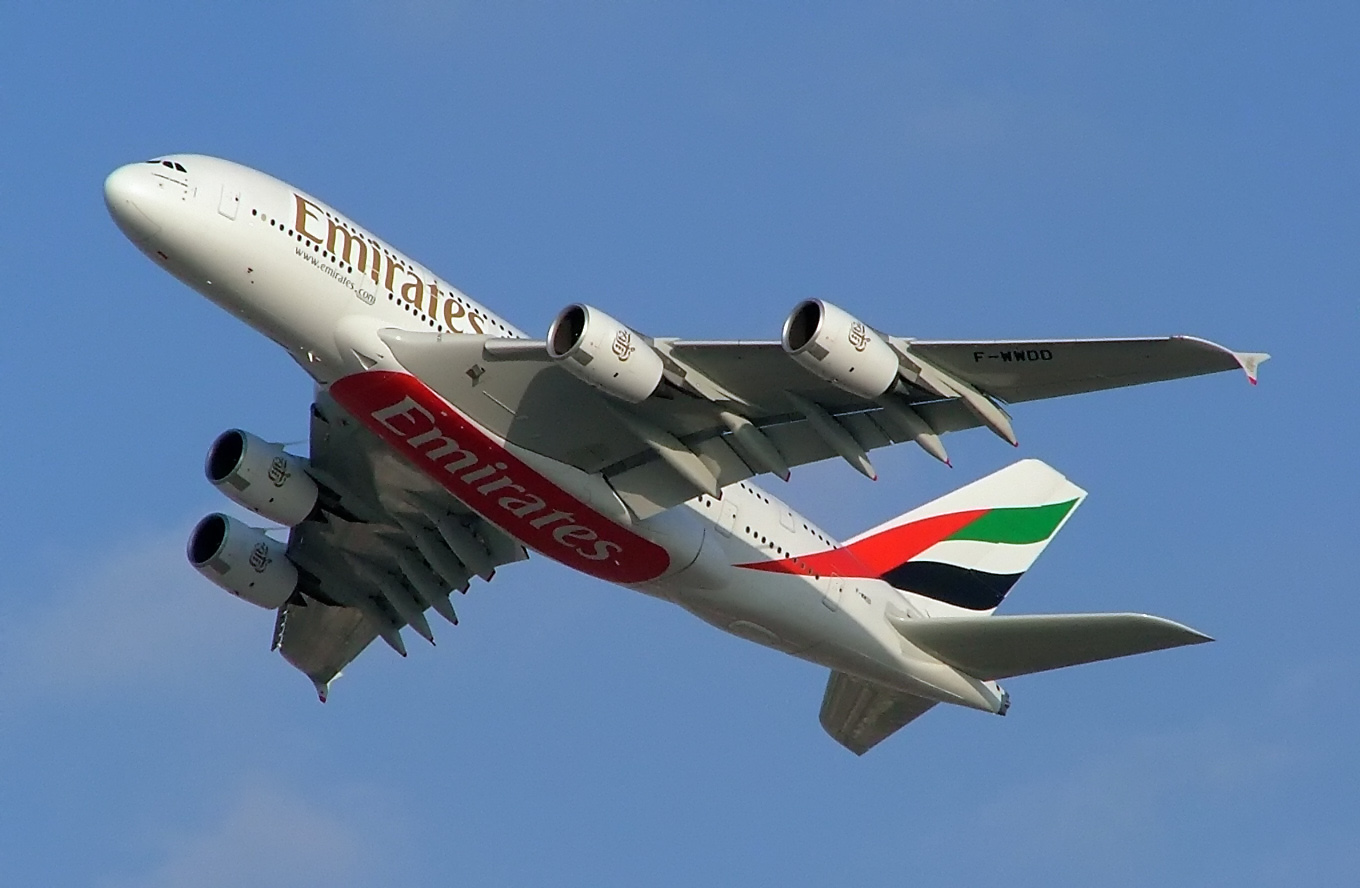
Avion de ligne Airbus A380

La licence de pilote de ligne, abrégée en ATPL (de son nom anglais : Airline Transport Pilot Licence), est la licence européenne de pilotage d'avion – ATPL(A), ou d'hélicoptère – ATPL(H), de plus haut niveau. Elle est indispensable à l'exercice de Commandant de bord d'un avion certifié CS-25 (dit « lourd ») en transport public.

## Description
En France, c'est la DGAC (Direction générale de l'Aviation civile) qui délivre les certificats, mais une licence délivrée dans un pays européen membre EASA sera valable dans n'importe quel autre pays européen membre EASA.
De nombreuses écoles permettent de préparer cet examen.
Le terme « frozen ATPL », littéralement « ATPL gelé » en anglais, bien-que non officiel, est couramment utilisé pour un pilote détenant la CPL, l'IR-ME, le FCL.055, la MCC, ainsi que l'ATPL théorique, mais n'ayant pas encore l’expérience requise ou n'ayant toujours pas passé le test pratique ATPL.
La licence ATPL avion « frozen » (ATPL/A) est enregistrée en tant que titre de niveau II au sein du répertoire national des certifications professionnelles.

## Contenu

### Partie Théorique
L'examen théorique comporte 14 certificats. Un numéro est attribué à chacun :
- 010 Droit aérien et Procédure du contrôle aérien ;
- 021 Cellules et systèmes, électricité, moteurs ;
- 022 Instrumentation ;
- 031 Masses et centrages ;
- 032 Performances ;
- 033 Préparation et suivi du vol ;
- 040 Performance humaine et ses limites ;
- 050 Météorologie ;
- 061 Navigation générale ;
- 062 Radio navigation ;
- 070 Procédures opérationnelles ;
- 081 Mécanique du vol ;
- 090 Communication ;
- 100 Knowledge, Skills and Attitudes (KSA).

Pour obtenir les 14 certificats il faut : 
- obtenir 75 % au minimum dans chacun des certificats ;
- les présenter en 6 sessions d’examen maximum ;
- ne pas échouer plus de 4 fois le passage d'un module ;
- respecter le délai de 18 mois pour valider l'ensemble des certificats[2].

### Partie Pratique
La partie pratique ne peut être obtenue qu'après un certain nombre d'heures de vol dont les détails figurent ci-dessous, et qu'après l'obtention, dans un délai imparti, du CPL IR-ME (Commercial Pilot Licence Instrument Rating - Multi-Engine), du certificat d'utilisation de la langue anglaise (FCL.055) ainsi que de la MCC (Multi Crew Coordination).
Expérience et prise en compte du temps de vol effectué :
Le candidat à l'ATPL doit détenir 1 500 heures de vol en tant que pilote d'avion, dont un maximum de 100 heures peuvent avoir été effectuées sur simulateur de vol, incluant au minimum :
- 500 heures accomplies en opérations multipilotes sur avion (qui n'a plus besoin d'être dans la catégorie JAR(EASA-CS)/FAR 25 Transport ou JAR(EASA-CS/FAR 23 Commuter) ;
- 250 heures, soit en tant que pilote-commandant de bord, soit au moins 100 heures comme pilote-commandant de bord et 150 heures comme copilote remplissant les fonctions de pilote-commandant de bord sous la supervision du pilote-commandant de bord, sous réserve que la méthode de supervision soit jugée acceptable par l'Autorité ;
- 200 heures de vol en campagne dont au moins 100 heures en tant que pilote-commandant de bord ou copilote remplissant les fonctions de pilote-commandant de bord sous la surveillance du pilote-commandant de bord sous réserve que la méthode de surveillance soit jugée acceptable par l'Autorité ;
- 75 heures de vol aux instruments, dont un maximum de 30 heures peuvent être du temps aux instruments au sol ;
- 100 heures de vol de nuit en tant que pilote-commandant de bord ou copilote.

Pour ce qui est de la licence hélicoptère il faut 1 200 heures de vol.